# Charles Gallissot
Charles Alfred Gallissot, né à Lyon le 6 mai 1882 et décédé à Belley le 25 aout 1956, est un mathématicien et astronome français, professeur à l'université de Lille.

## Biographie
Charles Gallissot commence sa carrière professionnelle à l'observatoire de Lyon de 1906 à 1924, et  publie de nombreuses études sur la photométrie, la scintillation, le phénomène dit de Purkinje-Gallissot, les lumières brèves et éclats intermittents, et la distribution de l'énergie lumineuse du soleil. Il soutient une thèse en mathématique intitulé « La photométrie du point lumineux appliquée aux déterminations des éclats stellaires. Absorption atmosphérique. Scintillation.Colorations et températures » à la faculté des sciences de Lyon en 1922. Il est brièvement astronome-adjoint à l'observatoire de Marseille.
Il devient chargé de cours de mathématiques à Lille, à partir de 1929, en remplacement de Henri Béghin. Nommé en 1933 professeur de mathématiques appliquées et astronomie, il participe à la construction de l'observatoire de Lille dont il sera le premier directeur en 1934. Il réside à l'observatoire. En 1934, l'institut de mathématiques appliquées est créé, il comprend l'observatoire et le laboratoire de mécanique dirigé par Robert Mazet. En 1952, Vladimir Kourganoff le remplace à la directeur de l'observatoire.